# Cor Hermus
Cornelis Antonius Willem (Cor) Hermus (Amsterdam, 2 juli 1889 – aldaar, 24 mei 1953) was een Nederlands toneelacteur, toneelregisseur en schrijver van toneelstukken en luisterspelen. Hij was de vader van de eveneens beroemd geworden acteur Guus Hermus.
Cor Hermus begon zijn carrière als acteur bij het gezelschap van Heijermans. Later werkte hij bij vele verschillende gezelschappen, waar hij zijn veelzijdigheid verder ontplooide, niet alleen als acteur en regisseur maar ook als docent.
In 1945 richtte hij het toneelgezelschap Comedia op, waar hij veel modern toneel liet spelen, en bleef daar de artistiek leider tot 1953. Rond 1947 haalde Hermus de beroemde Russische toneelregisseur Peter Scharoff naar Nederland.

## Rollen (selectie)
- 1934: Willem van Oranje - Karel V
- 1934: De Jantjes - Ome Gerrit
- 1934: Bleeke Bet - Van Santen
- 1935: Fietje Peters, Poste Restante - Vader Van Noort
- 1936: Lentelied - Matthijsen
- 1936: Klokslag twaalf
- 1950: De Dijk is Dicht

## Hoorspelen (als auteur)
- 1933: Het paasrapport
- 1933: Het spook met de lange vingers
- 1933: Boerke Naas (bewerking van de tekst van Guido Gezelle)
- 1936: De rattenvanger van Hameln (met muziek van Eddy Noordijk)